# Schoepiet
Schoepiet is een gehydrateerd uraniumoxide en -hydroxide met de chemische formule (UO2)8O2(OH)12 • 12(H2O).

## Eigenschappen
Het gele tot bruingele schoepiet heeft een adamantienglans en een lichtgele tot gele streepkleur. Het kristalstelsel is orthorombisch-piramidaal. Schoepiet heeft een brosse breuk en de splijting van het mineraal is perfect langs kristalvlak [001] en onduidelijk langs [010]. De gemiddelde dichtheid is 4,8 en de hardheid is 2,5, wat vrij zacht is. Alhoewel een grote variëteit aan kristalvormen van schoepiet bekend is, zijn kristallen veelal tabulair of kort prismatisch.
Het mineraal is zeer sterk radioactief, met een API gamma ray waarde van 5.270.032,39.

## Naam
Schoepiet is genoemd naar de Belgische mineraloog Alfred Schoep (1881-1966). Tijdens zijn carrière doceerde Schoep mineralogie aan de Universiteit van Gent.,,

## Voorkomen
Schoepiet is een wereldwijd verspreid voorkomend mineraal, met als typelocatie de plaats Shinkolobwe in de Congolese provincie Katanga. Schoepiet ontstaat meestal als een verweringsproduct van uraniniet in hydrothermale uraniumafzettingen. In mindere mate ontstaat schoepiet door de verwering van lanthiniet.
Schoepiet zelf verweert binnen enkele maanden spontaan tot metaschoepiet (UO3 • n(H2O)  met n > 2) en paraschoepiet (UO3 • 2(H2O)) bij blootstelling aan lucht.